# Chris Tierney (hockey sur glace)
Pour les articles homonymes, voir Chris Tierney.
Chris Tierney (né le 1er juillet 1994 à Keswick dans la province d'Ontario au Canada) est un joueur professionnel canadien de hockey sur glace. Il évolue au poste de centre.

## Biographie
Il est repêché par les Sharks de San José en 55e position lors du repêchage d'entrée de 2012 dans la Ligue nationale de hockey après avoir disputé deux saisons avec les Knights de London dans la Ligue de hockey de l'Ontario.
Il joue deux autres saisons avec les Knights à la suite de son repêchage. Avec cette équipe, il remporte à deux reprises la Coupe J.-Ross-Robertson en 2012 et en 2013 après avoir remporté les séries éliminatoires de la LHO. Son équipe a également pris part au tournoi de la Coupe Memorial, qui oppose les meilleures équipes juniors, à trois reprises (2012 et 2013 en tant que champions de la LHO et 2014 en tant qu'équipe hôte), mais sans pour autant remporter la Coupe.
Il joue sa première saison professionnelle en 2014-2015, alors qu'il partage sa saison entre les Sharks de San José dans la LNH et son club-école dans la Ligue américaine de hockey, les Sharks de Worcester. Il reçoit un poste permanent avec les Sharks la saison suivante en disputant 79 parties avec l'équipe. Lors des séries 2016, il aide les Sharks à atteindre la finale de la Coupe Stanley mais son équipe s'incline face aux Penguins de Pittsburgh.
Le 13 septembre 2018, il est échangé aux Sénateurs d'Ottawa avec Dylan DeMelo, Rūdolfs Balcers et Josh Norris ainsi qu'un choix conditionnel de 2e tour en 2019 et un choix conditionnel de 1er tour en 2020 en retour d'Erik Karlsson et Francis Perron.
Le 16 juillet 2022, en tant qu'agent libre, il signe un contrat d'un an avec les Panthers de la Floride. Tierney est ensuite soumis au ballottage par les Panthers et est réclamé par les Canadiens de Montréal le 23 février 2023. Le lendemain, le 24 février 2023, il marque son premier but dans l'uniforme du Canadien de Montréal face aux Flyers de Philadelphie.

## Statistiques
| Saison     | Équipe                 | Ligue      |                   | Saison régulière  | Saison régulière  | Saison régulière  | Saison régulière  | Saison régulière |   | Séries éliminatoires | Séries éliminatoires | Séries éliminatoires | Séries éliminatoires | Séries éliminatoires |
| Saison     | Équipe                 | Ligue      | PJ                | B                 | A                 | Pts               | Pun               | PJ               | B | A                    | Pts                  | Pun                  |                      |                      |
| 2010-2011  | Knights de London      | LHO        | 47                | 3                 | 8                 | 11                | 12                | 4                | 0 | 1                    | 1                    | 0                    |                      |                      |
| 2011-2012  | Knights de London      | LHO        | 65                | 11                | 23                | 34                | 20                | 19               | 5 | 2                    | 7                    | 4                    |                      |                      |
| 2012-2013  | Knights de London      | LHO        | 68                | 18                | 39                | 57                | 12                | 21               | 6 | 15                   | 21                   | 6                    |                      |                      |
| 2013-2014  | Knights de London      | LHO        | 67                | 40                | 49                | 89                | 12                | 9                | 6 | 11                   | 17                   | 0                    |                      |                      |
| 2014-2015  | Sharks de San José     | LNH        | 43                | 6                 | 15                | 21                | 6                 | -                | - | -                    | -                    | -                    |                      |                      |
| 2014-2015  | Sharks de Worcester    | LAH        | 29                | 8                 | 21                | 29                | 10                | 4                | 1 | 2                    | 3                    | 0                    |                      |                      |
| 2015-2016  | Sharks de San José     | LNH        | 79                | 7                 | 13                | 20                | 20                | 24               | 5 | 4                    | 9                    | 6                    |                      |                      |
| 2015-2016  | Barracuda de San José  | LAH        | 2                 | 1                 | 2                 | 3                 | 0                 | -                | - | -                    | -                    | -                    |                      |                      |
| 2016-2017  | Sharks de San José     | LNH        | 80                | 11                | 12                | 23                | 6                 | 6                | 0 | 1                    | 1                    | 0                    |                      |                      |
| 2017-2018  | Sharks de San José     | LNH        | 82                | 17                | 23                | 40                | 8                 | 10               | 0 | 2                    | 2                    | 2                    |                      |                      |
| 2018-2019  | Sénateurs d'Ottawa     | LNH        | 81                | 9                 | 39                | 48                | 26                | -                | - | -                    | -                    | -                    |                      |                      |
| 2019-2020  | Sénateurs d'Ottawa     | LNH        | 71                | 11                | 26                | 37                | 20                | -                | - | -                    | -                    | -                    |                      |                      |
| 2020-2021  | Sénateurs d'Ottawa     | LNH        | 55                | 6                 | 13                | 19                | 8                 | -                | - | -                    | -                    | -                    |                      |                      |
| 2021-2022  | Sénateurs d'Ottawa     | LNH        | 70                | 6                 | 12                | 18                | 14                | -                | - | -                    | -                    | -                    |                      |                      |
| 2022-2023  | Checkers de Charlotte  | LAH        | 20                | 3                 | 13                | 16                | 10                | -                | - | -                    | -                    | -                    |                      |                      |
| 2022-2023  | Panthers de la Floride | LNH        | 13                | 2                 | 1                 | 3                 | 2                 | -                | - | -                    | -                    | -                    |                      |                      |
| 2022-2023  | Canadiens de Montréal  | LNH        | 23                | 1                 | 6                 | 7                 | 4                 | -                | - | -                    | -                    | -                    |                      |                      |
| 2023-2024  | Devils du New Jersey   | LNH        | 52                | 4                 | 8                 | 12                | 21                | -                | - | -                    | -                    | -                    |                      |                      |
| 2024-2025  | HK Dinamo Minsk        | KHL        | Saison en cours ? | Saison en cours ? | Saison en cours ? | Saison en cours ? | Saison en cours ? |                  |   |                      |                      |                      |                      |                      |
| Totaux LNH | Totaux LNH             | Totaux LNH | 649               | 80                | 168               | 248               | 135               | 40               | 5 | 7                    | 12                   | 8                    |                      |                      |

## Trophées et honneurs personnels

### LHO
- 2011-2012 : Champion de la Coupe J.-Ross-Robertson avec les Knights de London
- 2012-2013 : Champion de la Coupe J.-Ross-Robertson avec les Knights de London